# Gakken
Gakken Holdings Co., Ltd (яп. 株式会社学研ホールディングス, Kabushiki-gaisha Gakken Hōrudingusu) — японська видавнича компанія, заснована в 1947 році Хідето Фуруокою, яка також виробляє розвиваючі іграшки. Її річний обсяг продажів, за повідомленнями, становить 90 мільярдів єн (789 мільйонів доларів США).
Gakken видає освітні книги та журнали, а також інші освітні товари. Для дітей дошкільного віку та їхніх опікунів вони випускають такі товари, як посібники з догляду за дітьми та догляду за ними. Для школярів вони публікують підручники, енциклопедії та наукові книги. Gakken також видає освітні журнали для учнів старших класів, а також шкільні посібники для всіх рівнів. Gakken також пропонує товари для ігрових кімнат, навчальних кімнат, комп'ютерних та наукових кабінетів.
Gakken також видає загальні сімейні та гендерно-орієнтовані журнали зі спорту, музики, мистецтва, історії, анімації, кулінарії та головоломок.

## Історія
Gakken, можливо, спочатку був відомий виробництвом блоків денші та їх пакуванням в електронні іграшкові набори, такі як Gakken EX-System, ще в 1970-х роках. Одна з їхніх оригінальних лінійок, EX-150, була перевидана в 2002 році та була настільки популярною, що надихнула на створення доповнення.
У 1981 році Gakken випустила «Super Puck Monster», настільну аркадну гру з рідкокристалічним дисплеєм, схожу на Pac-Man. Coleco також ліцензувала «Super Puck Monster» та випустила її як офіційну гру Pac-Man. Gakken також випустила офіційну гру Dig Dug, на відміну від «Super Puck Monster», ця гра продавалася лише в Японії та ніколи не експортувалася.
У 1983 році компанія випустила Gekken FX-System, мікрокомп'ютерний комплект, подібний до EX-System. Комп'ютерний блок мав 20-клавішну клавіатуру, сім світлодіодних ламп та один семисегментний дисплей, який використовувався для відображення шістнадцяткових значень. Він був розміщений у фреймворку, який дозволяв використовувати блоки денші для підключення його входів та виходів до інших пристроїв, таких як кнопки та динаміки. 4-бітний комп'ютер був перевипущений у 2009 році під назвою GMC-4.
У жовтні 1983 року була випущена ігрова консоль Gakken Compact Vision TV Boy.
З 1993 року Gakken видає щомісячні журнали з логічними головоломками під назвою Logic Paradise.

## Серії книг
- Buttercup Babies[4]
- Fantasia Pictorial[5]
- Gakken Workbooks[6](також відоме як: Gakkenbooks | Play Smart Workbooks)[7]
- Koji
- Megami Bunko
- Nora komikkusu
- Rekishi Gunzo Shirizu (також відоме як: Gakken Rekishi Gunzo Series)[8]
- Rekishi Gunzo Taiheiyo Senshi Shirizu[9]
- Picture Story Series